# أخطبوط المظلة
أخطبوط المظلة (بالإنجليزية: Umbrella octopus)‏ (الإسم العلمي:Opisthoteuthidae)، هي فصيلة من أخطبوطات البحر المفتوح. تحتوي على خمسة أجناس من ضمنها أكثر من أربعين نوعاً.